# 阿部加奈江
阿部 加奈江（あべ かなえ、1980年4月15日 - ）は、日本の声優。岩手県出身。

## 略歴
プロ・フィット声優養成所第1期生。
プロ・フィット、A-Lightに所属していた。

## 人物
方言は東北弁。
趣味は韓国、ウォーキング、料理、伝票整理、お笑い番組を見ること。特技はラッピング、我慢。
資格は普通自動車、栄養士。

## 出演作品

### テレビアニメ
- 忘却の旋律（美少女達）
- グレネーダー 〜ほほえみの閃士〜（側近）
- 韋駄天翔（獅堂まことの母）
- ワンワンセレプー それゆけ!徹之進（鷺山彩）
- NHKにようこそ!（児童）

### CD
- 王子様のお勉強（涼一の母）